# سید ضیاءالدین تابعی
سید ضیاءالدین تابعی (زادهٔ ۲۰ دی ۱۳۲۴ استهبان) چهره ماندگار، پزشک و آسیب‌شناس تشریحی و بالینی اهل ایران است، که پیش‌تر به‌عنوان رئیس دانشگاه علوم پزشکی شیراز فعالیت می‌کرد.

## زندگی‌نامه
سید ضیاءالدین تابعی در ۲۰ دی ۱۳۲۴ در استهبان زاده شد. او بیشتر تحصیلات ابتدایی و متوسطه خود را در زادگاهش گذراند و در سال ۱۳۴۴ پس از شرکت در کنکور سراسری در رشته پزشکی دانشگاه تهران پذیرفته شد. او برای دوره‌های تخصص و فوق‌تخصص راهی آمریکا شد و مدرک تخصص آسیب‌شناسی تشریحی و بالینی خود را از دانشگاه میامی و مدرک فوق‌تخصص هماتوپاتولوژی (آسیب‌شناسی خون) خود را از دانشگاه اموری دریافت کرد. او هم‌اکنون عضو هیئت علمی دانشگاه علوم پزشکی شیراز است و ریاست دانشکده پزشکی شیراز را نیز در کارنامه دارد.

## افتخارات
- چهره ماندگار در سال ۱۳۸۰
- استاد نمونه آموزشی جشنواره ابن سینا دانشگاه علوم پزشکی تهران
- دریافت لوح تقدیر از طرف وزارت بهداشت بخاطر کسب مقام استادی ممتازی
- برگزیده اولین جشنواره آموزشی شهید مطهری در بخش گروه رهبری و مدیریت آموزش (۱۳۸۷)[۲] (ارائه فرایند طراحی دوره آموزش مهارت‌های ارتباطی با تلفیقی از الگوهای مهارتی)

## برخی مسئولیت‌ها
1. عضو هیئت امنا و ممیزه دانشگاه
2. عضو شورای عالی برنامه‌ریزی وزارت بهداشت
3. عضو شورای عالی انتقال خون
4. رئیس انجمن حمایت از بیماران سرطانی استان فارس
5. مسئول کمیته ثبت سرطان در بیمارستان نمازی
6. مدیر گروه پاتولوژی و گروه اخلاق پزشکی
7. دبیر کمیته راهبردی رشته آسیب‌شناسی[۳]

## آثار
تابعی در زمینه پزشکی و آسیب‌شناسی مقالات متعددی را نگاشته‌است که در سال ۱۳۹۴ از سوی فرهنگستان علوم کتابی با عنوان «مجموعه مقالات دکتر ضیاءالدین تابعی» منتشر شده‌است. برخی از عناوین مقالات وی عبارتند از:
- عوامل فرهنگی مؤثر بر سلامت
- الگوهای الهام‌بخش سلامت معنوی اسلامی
- مبانی دینی مسئولیت‌شناسی و مسئولیت پذیری در نظام آموزشی
- طب متعالیه و پاردایم پزشکی ژرف
- نظریه طب متعالیه
- رابطه پزشک و بیمار
- مسئولیت اجتماعی پزشک با تأکید بر چالش‌های اخلاقی آن
- اخلاق در پژوهشگری